# Andrés Carrascosa Coso
Andrés Carrascosa Coso (ur. 16 grudnia 1955 w Cuenca) – hiszpański duchowny katolicki, arcybiskup, nuncjusz apostolski w Ekwadorze.

## Życiorys
2 lipca 1980 otrzymał święcenia kapłańskie i został inkardynowany do diecezji Cuenca. W 1981 rozpoczął przygotowanie do służby dyplomatycznej na Papieskiej Akademii Kościelnej. 
31 lipca 2004 został mianowany przez Jana Pawła II nuncjuszem apostolskim w Kongu oraz arcybiskupem tytularnym Elo. Sakry biskupiej 7 października 2004 udzielił mu ówczesny Sekretarz Stanu Angelo Sodano. 
12 stycznia 2009 został przeniesiony do nuncjatury w Panamie.
22 czerwca 2017 został skierowany do nuncjatury apostolskiej w Ekwadorze.